# Charles Byrne

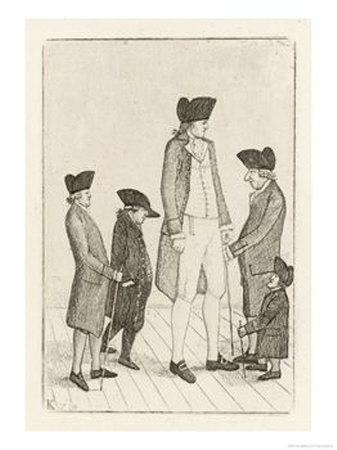
Charles Byrne (Mitte); zeitgenössische Abbildung

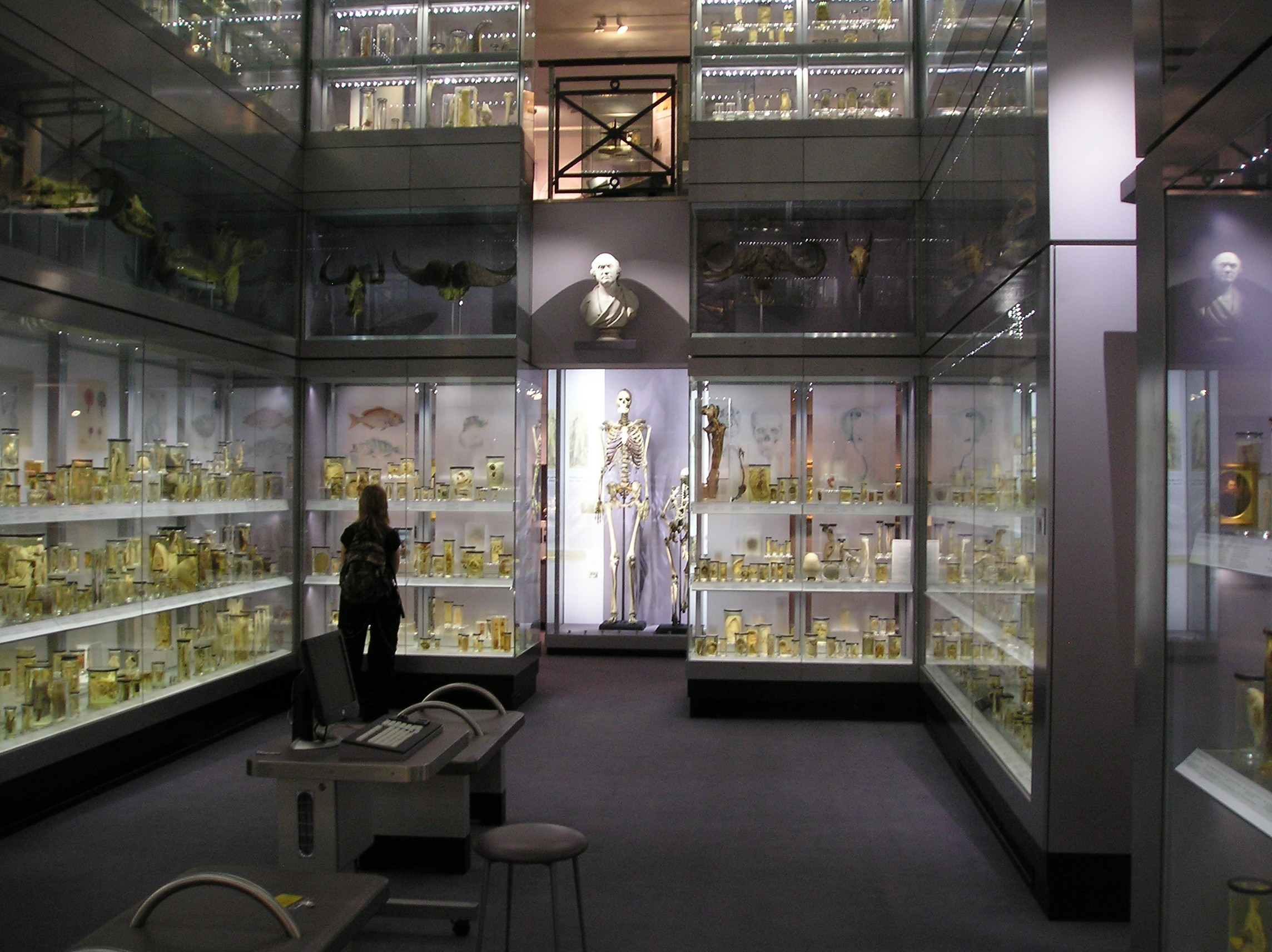
Byrnes Skelett im Royal College of Surgeons

Charles Byrne (* 1761 in Littlebridge bei Derry in Irland; † 1783 in London) war ein großwüchsiger Mensch, der sich unter dem Namen Charles O’Brien in London zur Schau stellte. Er wurde bekannt als „der irische Riese“.

## Leben und Tod
Im Jahre 1782, mit 21 Jahren, kam Byrne nach London. Nach eigenen Angaben über zweieinhalb Meter groß, machte er dort Furore. Er trat in Cox’s Museum auf, das im 18. Jahrhundert eine ähnliche Berühmtheit hatte wie später P. T. Barnums American Museum. Direkt in der Nachbarschaft bezog er ein elegantes Apartment. Allerdings dauerte seine Show-Karriere nicht lange, denn er starb bereits ein Jahr später, angeblich aufgrund des übermäßigen Genusses von Alkohol.

## Nachleben
Die Anatomen wünschten so vehement in den Besitz des Leichnams zu gelangen, dass die Londoner Zeitungen Karikaturen darüber veröffentlichten. Obwohl Byrne bestimmt hatte, seinen Leib nach seinem Tode auf gar keinen Fall den Anatomen zu überlassen – er hatte sich eine Seebestattung gewünscht –, gelangte sein Skelett in die Sammlung des Chirurgen John Hunter. Bis zum Jahre 2022 wurde es im Royal College of Surgeons (Hunterian Museum) in London ausgestellt. Es zeigte, dass Byrne 231 cm groß war und nicht 254, wie er behauptet hatte. In Folge gab es mehrere Riesen, die sich O’Brien nannten und angeblich aus Irland stammten; nur einem, Patrick Cotter (1760–1806), gelang es, ähnlich berühmt zu werden wie sein Vorbild. 2023 beschloss das Royal College of Surgeons, dass das Skelett nicht mehr gezeigt wird.